# Ioan I. Constantinescu
Ioan I. Constantinescu (n. 1896 – d. secolul al XX-lea) a fost un general român, care a luptat în cel de-al doilea război mondial.

## Funcții Militare
- 1941 – 1942 - Comandantul Centrului Regimental de Instrucție pentru Mecanizate.
- 1942 – 1944 - Comandantul Regimentului 35.
- 1944 – 1945 - Comandantul Brigăzii 21.
- 1944 - Comandant Adjunct al Diviziei 21.
- 1945 – 1946 - Inspector la Corpul 2 Armată.

Generalul de brigadă Ioan I. Constantinescu a fost trecut în cadrul disponibil la 9 august 1946, în baza legii nr. 433 din 1946, și apoi, din oficiu, în poziția de rezervă la 9 august 1947.

## Decorații
- Ordinul 23 August clasa a IV-a (10 august 1964) „pentru merite deosebite în opera de construire a socialismului, cu prilejul celei de a XX-a aniversări a eliberării patriei”[2]